# Eugoa arida
Eugoa arida är en fjärilsart som beskrevs av Van Eecke 1920. Eugoa arida ingår i släktet Eugoa och familjen björnspinnare. Inga underarter finns listade i Catalogue of Life.